# Camillo II Borghese
Camillo Filippo Ludovico Borghese, principe di Guastalla, VI principe di Sulmona e VII di Rossano (Roma, 19 luglio 1775 – Firenze, 9 maggio 1832), è stato un nobile italiano e, grazie al suo matrimonio con Paolina Bonaparte, divenne cognato di Napoleone.

## Biografia

### Infanzia
Camillo Borghese nacque a Roma, figlio di Marcantonio IV Borghese, V principe di Sulmona (1730-1800) e della duchessa Anna Maria Salviati, e fratello di Francesco (1776-1839), principe Aldobrandini.

### Età napoleonica
Entrò al servizio francese nel 1796, distinguendosi in battaglia nelle prime campagne napoleoniche. Nel 1803 si trasferì a Parigi, andando ad abitare nel Palazzo d'Oigny di via Grange-Batelière.
Qui incontrò la sorella di Napoleone, Paolina Bonaparte che,  di ritorno da Santo Domingo, dopo la morte del marito Victor Emanuel Leclerc, viveva con il fratello Giuseppe a Palazzo Mabeuf.

### Matrimonio
Il Principe possedeva una dote invidiabile e Napoleone non oppose alcuna resistenza alla richiesta di prenderne in sposa la sorella. Il 23 agosto 1803, meno di un anno dopo la morte di Leclerc, Camillo divenne quindi il secondo marito di Paolina a Montfontain. Venne nominato Principe di Francia nel 1805; successivamente divenne comandante della Guardia Imperiale nel 1805 e poco dopo colonnello (poi maggiore generale) e Principe sovrano di Guastalla; nel 1809 divenne Comandante della 27ª e della 28ª Divisione dell'esercito francese.
Inizialmente appassionato (commissionò la famosa Venere con l'effigie della moglie dal Canova), il matrimonio successivamente si concluse in un concubinaggio con numerose amanti che portarono i due amanti a stravaganti usanze quali quella di utilizzare schiavi africani come poggiapiedi. Ad ogni modo la coppia condusse vite separate ma non divorziò mai e Paolina convinse anzi il fratello a concedere a Camillo il governo del Piemonte nel 1808 funzione che assolse con un certo successo essendo amato sia dalla nobiltà piemontese che dal popolo risiedendo al castello di Stupinigi. Camillo ottenne anche la salvaguardia su un prigioniero di riguardo: papa Pio VII.
Napoleone lo forzò inoltre a vendere alla Francia 344 pezzi della Collezione Borghese, che Camillo arricchì nuovamente con nuovi pezzi provenienti dagli scavi in Egitto e con l'acquisto di altre opere. Camillo prestò inoltre notevole attenzione alla villa di famiglia a Porta Pinciana, dando nuova sede alla rinnovata collezione e facendo costruire una nuova entrata monumentale che dava su Piazza del Popolo, ancora oggi esistente.

### Ultimi anni e morte
Dopo la caduta di Napoleone, l'alleanza tra Camillo ed il governo francese si ruppe e lo mise in cattiva luce a Roma, a tal punto che fu costretto a recarsi a Firenze, anche per distanziarsi dalla moglie, evitando ad ogni modo il sequestro delle proprie terre (pratica usuale applicata da Pio VII al suo ritorno al soglio pontificio contro gli ex sostenitori del Bonaparte).
Dopo 10 anni di matrimonio fallimentare, venne convinto dal Papa a riprendere con sé Paolina, che però morì di cancro dopo soli 3 mesi. Non avendo avuto figli, alla sua morte il suo patrimonio con i suoi numerosi titoli passò al fratello Francesco.
Fu padrino di battesimo di Camillo Benso, conte di Cavour.

## Ascendenza
|                                                |                                            |                                                            | Genitori                                                                      |  |  | Nonni |  |  | Bisnonni                                          |  |  | Trisnonni                                          |  |
|                                                |                                            |                                                            |                                                                               |  |  |       |  |  | Marcantonio III Borghese, III principe di Sulmona |  |  | Giovanni Battista Borghese, II principe di Sulmona |  |
|                                                |                                            |                                                            |                                                                               |  |  |       |  |  | Marcantonio III Borghese, III principe di Sulmona |  |  | Giovanni Battista Borghese, II principe di Sulmona |  |
|                                                |                                            | Eleonora Boncompagni                                       |                                                                               |  |  |       |  |  | Marcantonio III Borghese, III principe di Sulmona |  |  |                                                    |  |
| Camillo Borghese, IV principe di Sulmona       |                                            |                                                            |                                                                               |  |  |       |  |  | Marcantonio III Borghese, III principe di Sulmona |  |  |                                                    |  |
|                                                |                                            | Livia Spinola                                              | Carlo Spinola, principe di Sant'Angelo                                        |  |  |       |  |  |                                                   |  |  |                                                    |  |
|                                                |                                            | Livia Spinola                                              | Carlo Spinola, principe di Sant'Angelo                                        |  |  |       |  |  |                                                   |  |  |                                                    |  |
|                                                |                                            | Livia Spinola                                              | Violante Spinola                                                              |  |  |       |  |  |                                                   |  |  |                                                    |  |
| Marcantonio IV Borghese, V principe di Sulmona |                                            | Livia Spinola                                              |                                                                               |  |  |       |  |  |                                                   |  |  |                                                    |  |
|                                                |                                            | Filippo II Colonna, IX principe e duca di Paliano          | Lorenzo Onofrio Colonna, VIII principe e duca di Paliano                      |  |  |       |  |  |                                                   |  |  |                                                    |  |
|                                                |                                            | Filippo II Colonna, IX principe e duca di Paliano          | Lorenzo Onofrio Colonna, VIII principe e duca di Paliano                      |  |  |       |  |  |                                                   |  |  |                                                    |  |
|                                                |                                            | Filippo II Colonna, IX principe e duca di Paliano          | Maria Mancini                                                                 |  |  |       |  |  |                                                   |  |  |                                                    |  |
| Agnese Colonna di Paliano                      |                                            | Filippo II Colonna, IX principe e duca di Paliano          |                                                                               |  |  |       |  |  |                                                   |  |  |                                                    |  |
|                                                |                                            | Olimpia Pamphilj                                           | Giovanni Battista Pamphili, II principe di San Martino al Cimino e Valmontone |  |  |       |  |  |                                                   |  |  |                                                    |  |
|                                                |                                            | Olimpia Pamphilj                                           | Giovanni Battista Pamphili, II principe di San Martino al Cimino e Valmontone |  |  |       |  |  |                                                   |  |  |                                                    |  |
|                                                |                                            | Olimpia Pamphilj                                           | Violante Facchinetti                                                          |  |  |       |  |  |                                                   |  |  |                                                    |  |
| Camillo Borghese, VI principe di Sulmona       |                                            | Olimpia Pamphilj                                           |                                                                               |  |  |       |  |  |                                                   |  |  |                                                    |  |
|                                                | Gian Vincenzo Salviati, V duca di Giuliano | Antonio Maria Salviati, IV duca di Giuliano                |                                                                               |  |  |       |  |  |                                                   |  |  |                                                    |  |
|                                                | Gian Vincenzo Salviati, V duca di Giuliano | Antonio Maria Salviati, IV duca di Giuliano                |                                                                               |  |  |       |  |  |                                                   |  |  |                                                    |  |
|                                                | Gian Vincenzo Salviati, V duca di Giuliano | Caterina Pannocchieschi                                    |                                                                               |  |  |       |  |  |                                                   |  |  |                                                    |  |
| Averardo Saviati, VI duca di Giuliano          | Gian Vincenzo Salviati, V duca di Giuliano |                                                            |                                                                               |  |  |       |  |  |                                                   |  |  |                                                    |  |
|                                                |                                            | Anna Maria Boncompagni                                     | Gregorio Boncompagni, V duca di Sora                                          |  |  |       |  |  |                                                   |  |  |                                                    |  |
|                                                |                                            | Anna Maria Boncompagni                                     | Gregorio Boncompagni, V duca di Sora                                          |  |  |       |  |  |                                                   |  |  |                                                    |  |
|                                                |                                            | Anna Maria Boncompagni                                     | Ippolita Ludovisi, principessa di Piombino                                    |  |  |       |  |  |                                                   |  |  |                                                    |  |
| Anna Maria Salviati, VII duchessa di Giuliano  |                                            | Anna Maria Boncompagni                                     |                                                                               |  |  |       |  |  |                                                   |  |  |                                                    |  |
|                                                |                                            | Filippo Lante Montefeltro della Rovere, IV duca di Bomarzo | Ludovico Lante Montefeltro della Rovere, III duca di Bomarzo                  |  |  |       |  |  |                                                   |  |  |                                                    |  |
|                                                |                                            | Filippo Lante Montefeltro della Rovere, IV duca di Bomarzo | Ludovico Lante Montefeltro della Rovere, III duca di Bomarzo                  |  |  |       |  |  |                                                   |  |  |                                                    |  |
|                                                |                                            | Filippo Lante Montefeltro della Rovere, IV duca di Bomarzo | Angela Vaini                                                                  |  |  |       |  |  |                                                   |  |  |                                                    |  |
| Maria Cristina Lante Montefeltro della Rovere  |                                            | Filippo Lante Montefeltro della Rovere, IV duca di Bomarzo |                                                                               |  |  |       |  |  |                                                   |  |  |                                                    |  |
|                                                |                                            | Maria Virginia Altieri                                     | Emilio Altieri, II principe di Oriolo                                         |  |  |       |  |  |                                                   |  |  |                                                    |  |
|                                                |                                            | Maria Virginia Altieri                                     | Emilio Altieri, II principe di Oriolo                                         |  |  |       |  |  |                                                   |  |  |                                                    |  |
|                                                |                                            | Maria Virginia Altieri                                     | Costanza Chigi                                                                |  |  |       |  |  |                                                   |  |  |                                                    |  |
|                                                |                                            | Maria Virginia Altieri                                     |                                                                               |  |  |       |  |  |                                                   |  |  |                                                    |  |